# Валентинув (Люблінський повіт)
Валентинув (пол. Walentynów) — село в Польщі, у гміні Кшчонув Люблінського повіту Люблінського воєводства.
Населення — 96 осіб (2011).

## Демографія
Демографічна структура станом на 31 березня 2011 року:
|          | Загалом | Допрацездатний вік | Працездатний вік | Постпрацездатний вік |
| -------- | ------- | ------------------ | ---------------- | -------------------- |
| Чоловіки | 45      | 5                  | 28               | 12                   |
| Жінки    | 51      | 8                  | 21               | 22                   |
| Разом    | 96      | 13                 | 49               | 34                   |